# Emily Lima
Pour les articles homonymes, voir Lima (homonymie).
Emily Alves da Cunha Lima (née le 29 septembre 1980 à São Paulo) est une joueuse puis entraîneuse de football brésilienne, ayant aussi la nationalité portugaise. En 2007, elle obtient la double citoyenneté brésilo-portugaise, et est sélectionnée en équipe du Portugal féminine de football. En 2016, elle devient la première femme à obtenir le poste de sélectionneuse de l'équipe du Brésil féminine de football.

## Biographie

### La joueuse[1]
Née à São Paulo, Emily Lima, encouragée par son père, commence sa carrière à l'âge de 14 ans chez les seniors du Saad Esporte Clube, un des clubs pionniers du football féminin brésilien. Où entraîne au sein de celui-ci une femme, Maria Ivete Gallas, ce qui est suffisamment rare à l'époque pour être signalé. Emily Lima, a aussi évolué en équipe du Brésil féminine des moins de 17 ans. Par la suite elle joue au poste de milieu de terrain au São Paulo FC de 1997 à 2000, avec lequel elle remporte deux Campeonato Paulista. 2000 est l'année où le président décide d'arrêter la section féminine. Alors que la saison allait commencer l'ensemble des joueuses du São Paulo FC, décident d'aller au Palestra de São Bernardo, afin de participer au Championnat de São Paulo. Puis elle part au Barra FC de Teresópolis en 2001, club qui n'aura duré qu'un an et qui malgré sa victoire au Campeonato Carioca, ne dispute pas le Brasileirão féminin. Emily Lima, contrairement à certaines de ses coéquipières elle n'est pas prêtée à d'autres clubs, car depuis le début de sa carrière, elle souffre d'une tendinite rotulienne, qui la fait régulièrement souffrir, elle doit donc subir une intervention chirurgicale au genou. Après la période de récupération, en 2002, elle change à nouveau de club et rejoint le Veranópolis ECRC.  
En 2003, après le décès de son père, elle quitte le Brésil pour l'Espagne, où elle y séjourne pendant sept ans, évoluant à l'Estudiantes de Huelva, au CFF Irex Puebla, à Prainsa de Zaragoza. En octobre 2008, elle rejoint ce qui deviendra son dernier club espagnol, l'UE L'Estartit
En 2009, elle part pour l'Italie, au Napoli Yamamay, où elle ne joue que 4 matchs avant de mettre fin à sa carrière de footballeuse à 29 ans, en raison de sa blessure au genou.

### L'entraîneuse
Durant son séjour en Europe, elle suit des cours qui lui permettent de devenir entraîneuse de football. De retour au Brésil, après avoir finalisé son contrat avec le Napoli Yamamay, Elle doit initialement être superviseuse, mais devient entraîneuse adjoint à la Portuguesa de Desportos, dont l'entraîneur principal est Prisco Palumbo. En 2011, par l'intermédiaire de son frère, elle devient entraîneuse principale de la CA Juventus de São Paulo, où elle reste jusqu'au début de l'année 2013. Par la suite elle prend la tête de la sélection brésilienne des moins de 17 ans. 
En 2015, elle est conviée à prendre la tête du São José Esporte Clube qui vient de remporter la Copa Libertadores Femenina pour la 3e fois. Son arrivée entraîne des changements dans la planification et l'organisation de l'équipe. Ce qui ne l'empêche pas de mener ses protégées à la victoire en  
Championnat Paulista, finaliste du Championnat du Brésil et *troisième de la Copa libertadores pour la saison 2015. L'année suivante est moins prolifique mais elles réussissent à accrocher une finale de la Coupe du Brésil.
Au printemps 2018, elle rejoint Santos, avec qui elle remporte le Championnat Paulista et atteint la finale de la Copa Libertadores féminine, perdant aux tirs au but face aux championnes colombiennes de Huila. La saison suivante lui est moins souriante, s'ajoute des problèmes avec la direction, elle démissionne en septembre 2019, à la suite de la défaite des Sereias da Vila en quarts de finale du Brasileirão féminin.

### La sélectionneuse
En mars 2013, Emily Lima, fait ses premiers pas avec la Confédération brésilienne de football en tant qu'entraîneuse des moins de  17 ans, devenant la première femme entraîneuse-sélectionneuse à travailler pour la CBF. Dès sa première année de fonction elle cherche à mettre en place une première sélection des moins de 15 ans. Elle coordonne, avec son staff technique, les deux sélections jusqu'en 2015.
En novembre 2016, Lima est nommée sélectionneuse de l'équipe féminine brésilienne, en remplacement de Vadão, fait sans précédent dans le football féminin brésilien, devenant ainsi la première femme à la tête de cette sélection. Ajoutant son nom à ceux de Jill Ellis (États-Unis), Silvia Neid (Allemagne) et Pia Sundhage (Suède), entre autres. Le jour même de sa présentation, la CBF, annonce des améliorations dans le championnat brésilien avec la mise en place d'une série B, ainsi qu'un investissement plus important pur 2017. Sa première compétition est le tournoi international de Manaus 2016, remportée pour la septième fois par le Brésil. Elle sélectionne de jeunes talents, à qui elle offre leur chance. Bien que les débuts soient prometteurs (six victoires d'affilée), les résultats obtenus par la suite ne vont pas en sa faveur. Les confrontations avec les plus grandes nations du football féminin au cours du Tournoi des Nations 2017 aux États-Unis aboutissent à une série de cinq défaites en six matchs (Allemagne, États-Unis, Australie). Elle est remerciée fin septembre 2017 remplacé par son prédécesseur Vadão. Son limogeage a suscité l'indignation d'une grande majorité des joueuses, parmi lesquelles Cristiane et Francielle, qui par solidarité ont donné leur démission en signe de protestation contre cette décision. Emily Lima, en guise d'apaisement, leur demande de revenir sur leur démission.
Le 5 décembre 2019, elle assume la charge d'entraîneuse des équipes féminines de l'Équateur.

## Statistiques

### Joueur
| Saison                | Club                  | Championnat               | Championnat | Championnat | Coupe(s) nationale(s) | Coupe(s) nationale(s) | Compétition(s) continentale(s) | Compétition(s) continentale(s) | Compétition(s) continentale(s) | Sélection | Sélection | Sélection | Total | Total |
| Saison                | Club                  | Division                  | M.          | B.          | M.                    | B.                    | Comp.                          | M.                             | B.                             | Équipe    | M.        | B.        | M.    | B.    |
| 2007-08               | Prainsa Zaragoza      | Primera División Femenina | -           | -           | -                     | -                     | -                              | 0                              | 0                              | A         | 9         | 0         | 9     | 0     |
| Sous-total            | Sous-total            | Sous-total                | 0           | 0           | 0                     | 0                     | -                              | 0                              | 0                              | -         | 9         | 0         | 9     | 0     |
| 2008-09               | UE L'Estartit         | Primera División Femenina | -           | -           | -                     | -                     | -                              | 0                              | 0                              | A         | 2         | 0         | 2     | 0     |
| Sous-total            | Sous-total            | Sous-total                | 0           | 0           | 0                     | 0                     | -                              | 0                              | 0                              | -         | 2         | 0         | 2     | 0     |
| 2009-10               | Napoli Yamamay        | Serie B                   | 4           | 0           | 0                     | 0                     | -                              | 0                              | 0                              | -         | 0         | 0         | 4     | 0     |
| Sous-total            | Sous-total            | Sous-total                | 4           | 0           | 0                     | 0                     | -                              | 0                              | 0                              | -         | 0         | 0         | 4     | 0     |
| Total sur la carrière | Total sur la carrière | Total sur la carrière     | 4           | 0           | 0                     | 0                     | -                              | 0                              | 0                              |           | 11        | 0         | 15    | 0     |

Statistiques actualisées le 11 décembre 2019

### En sélection nationale[14]
Emily Lima a d'abord porté le maillot du Brésil des moins de 17 ans. Mais n'a jamais porté celui de l'équipe A. Pendant son séjour en Espagne, elle est devenue ressortissante portugaise, son père étant portugais. Alors lorsqu'il lui est proposé de joué avec la sélection portugaise, elle n'hésite pas. Elle débute le 27 octobre 2007, à l’âge de 27 ans dans un match comptant pour les éliminatoires du Championnat d'Europe 2009 face au Danemark à Viborg, défaite 5 à 1. Le 6 mars 2009, elle dispute sa dernière rencontre avec le maillots de la seleção européenne. Ce match à pour contexte, l'Algarve Cup 2009. Les portugaises sont opposées au Pays de Galles, et l'emportent, 2-1, grâce aux buts d'Edite Fernandes et d'Ana Borges. Elle aura, en 1 an de demi, porté le maillot das Quinas à douze reprises sans marquer aucun but.
| Matches officiels d'Emily Lima en sélections portugaises au 9 décembre 2019 | Matches officiels d'Emily Lima en sélections portugaises au 9 décembre 2019 | Matches officiels d'Emily Lima en sélections portugaises au 9 décembre 2019 | Matches officiels d'Emily Lima en sélections portugaises au 9 décembre 2019 | Matches officiels d'Emily Lima en sélections portugaises au 9 décembre 2019 |
| Club                                                                        | V.                                                                          | N.                                                                          | D.                                                                          | Buts                                                                        |
| --------------------------------------------------------------------------- | --------------------------------------------------------------------------- | --------------------------------------------------------------------------- | --------------------------------------------------------------------------- | --------------------------------------------------------------------------- |
| Portugal A (12 matchs:100.00 %) (Incomplet)                                 | 3 (27.27 %)                                                                 | 2 (18.18 %)                                                                 | 6 (54.55 %)                                                                 | 0                                                                           |
| Total (Incomplet)                                                           | 3 (27.27 %)                                                                 | 2 (18.18 %)                                                                 | 6 (54.55 %)                                                                 | 0                                                                           |

### Entraîneuse
Le tableau suivant récapitule les statistiques d'Emily Lima durant sa carrière d'entraîneuse en club, au 12 décembre 2019.
| Saison                | Club                  | Championnats                   | Championnats | Championnats | Championnats | Championnats | Coupes nationales | Coupes nationales | Coupes nationales | Coupes nationales | Coupes continentales | Coupes continentales | Coupes continentales | Coupes continentales | Coupes continentales | Coupes intercontinentales | Coupes intercontinentales | Coupes intercontinentales | Coupes intercontinentales | Total  | Total | Total | Total | % Victoires |
| Saison                | Club                  | Division                       | Matchs       | V            | N            | D            | Matchs            | V                 | N                 | D                 | Type                 | Matchs               | V                    | N                    | D                    | Matchs                    | V                         | N                         | D                         | Matchs | V     | N     | D     | -           |
| --------------------- | --------------------- | ------------------------------ | ------------ | ------------ | ------------ | ------------ | ----------------- | ----------------- | ----------------- | ----------------- | -------------------- | -------------------- | -------------------- | -------------------- | -------------------- | ------------------------- | ------------------------- | ------------------------- | ------------------------- | ------ | ----- | ----- | ----- | ----------- |
| 2011                  | CA Juventus           | Campeonato Paulista Brasileiro | -            | -            | -            | -            | -                 | -                 | -                 | -                 | -                    | -                    | -                    | -                    | -                    | -                         | -                         | -                         | -                         | -      | -     | -     | -     | -%          |
| 2012                  | CA Juventus           | Campeonato Paulista Brasileiro | -            | -            | -            | -            | -                 | -                 | -                 | -                 | -                    | -                    | -                    | -                    | -                    | -                         | -                         | -                         | -                         | -      | -     | -     | -     | -%          |
| 2013                  | CA Juventus           | Campeonato Paulista            | -            | -            | -            | -            | -                 | -                 | -                 | -                 | -                    | -                    | -                    | -                    | -                    | -                         | -                         | -                         | -                         | -      | -     | -     | -     | -%          |
| 2011-2013             | Total Juventus        | -                              | -            | -            | -            | -            | -                 | -                 | -                 | -                 | -                    | -                    | -                    | -                    | -                    | -                         | -                         | -                         | -                         | -      | -     | -     | -     | -%          |
| 2015                  | São José EC           | Campeonato Paulista Brasileiro | -            | -            | -            | -            | -                 | -                 | -                 | -                 | -                    | -                    | -                    | -                    | -                    | -                         | -                         | -                         | -                         | -      | -     | -     | -     | -%          |
| 2016                  | São José EC           | Campeonato Paulista Brasileiro | -            | -            | -            | -            | -                 | -                 | -                 | -                 | -                    | -                    | -                    | -                    | -                    | -                         | -                         | -                         | -                         | -      | -     | -     | -     | -%          |
| 2015-2016             | Total São José        | -                              | -            | -            | -            | -            | -                 | -                 | -                 | -                 | -                    | -                    | -                    | -                    | -                    | -                         | -                         | -                         | -                         | -      | -     | -     | -     | -%          |
| 2018                  | Santos FC             | Campeonato Paulista Brasileiro | 36           | 25           | 8            | 3            | -                 | -                 | -                 | -                 | -                    | 5                    | 4                    | 1                    | 0                    | -                         | -                         | -                         | -                         | 38     | 28    | 11    | 3     | 73,68 %     |
| 2019                  | Santos FC             | Campeonato Paulista Brasileiro | 32           | 24           | 3            | 5            | -                 | -                 | -                 | -                 | -                    | -                    | -                    | -                    | -                    | -                         | -                         | -                         | -                         | 32     | 24    | 3     | 5     | 75,00 %     |
| 2018-2019             | Total Santos          | -                              | 68           | 49           | 11           | 8            | -                 | -                 | -                 | -                 | -                    | 5                    | 4                    | 1                    | 0                    | -                         | -                         | -                         | -                         | 79     | 59    | 12    | 8     | 74,68%      |
| Total sur la carrière | Total sur la carrière | Total sur la carrière          | -            | -            | -            | -            | -                 | -                 | -                 | -                 | -                    | -                    | -                    | -                    | -                    | -                         | -                         | -                         | -                         | 79     | 59    | 12    | 8     | 74,68%      |

### Sélectionneuse
Le tableau suivant récapitule les statistiques d'Emily Lima durant ses mandats de sélectionneuse, au 12 décembre 2019.
| Saison | Équipe            | Matchs | Victoires | Nuls | Défaites | Buts pour | Buts contre | Vic.%    | Nul.%   | Déf.%   |
| 2016   | Équipe du Brésil  | 4      | 4         | 0    | 0        | 18        | 4           | 100,00 % | 00,00 % | 00,00 % |
| 2017   | Équipe du Brésil  | 9      | 2         | 1    | 6        | 17        | 21          | 22,22 %  | 11,11 % | 66,67 % |
| 2019   | Équipe d'Équateur | -      | -         | -    | -        | -         | -           | - %      | - %     | - %     |
| 2020   | Équipe d'Équateur | -      | -         | -    | -        | -         | -           | - %      | - %     | - %     |
| Total  |                   | 13     | 6         | 1    | 6        | 35        | 25          | 46,15 %  | 7,70 %  | 46.15%  |

## Palmarès

### Joueur

#### Avec leSaad EC
- Vainqueur de la Taça Brasil : 1 fois — 1996.

#### Avec leSão Paulo FC
- Vainqueur de la Taça Brasil : 1 fois — 1997.
- Vainqueur du Campeonato Paulista : 2 fois — 1997 & 1999.

#### Avec lePalestra de São Bernardo
- Finaliste du Campeonato Paulista : 1 fois — 2000.

#### Avec leBarra FC
- Vainqueur du Campeonato Carioca : 1 fois — 2001.

#### Avec leVeranópolis ECRC
- Finaliste du Campeonato Gaúcho : 1 fois — 2002.

### Entraîneuse

#### Avec leSão José EC
- Vainqueur du Campeonato Paulista : 1 fois — 2015.
- Finaliste du Campeonato Brasileiro : 1 fois — 2015.
- Finaliste de la Copa do Brasil : 1 fois — 2016.
- Troisième de la Copa libertadores : 1 fois — 2015.

#### Avec leSantos FC
- Vainqueur du Campeonato Paulista : 1 fois — 2018.
- Finaliste de la Copa libertadores : 1 fois — 2018.

### Sélectionneuse

#### Avec leBrésil U17
- Vice-champion du Sul-Americano Sub-17 : 1 fois — 2016.